# Etika
Etika (z řeckého ethos – mrav) nebo též teorie morálky je filozofická disciplína, která se zabývá zkoumáním mravní dimenze skutečnosti. Etika zkoumá morálku nebo morálně relevantní jednání a jeho normy. Etika je disciplínou praktické filozofie. Etika se zabývá teoretickým zkoumáním hodnot a principů, které usměrňují lidské jednání v situacích, kdy existuje možnost volby prostřednictvím svobodné vůle. Hodnotí činnost člověka z hlediska dobra a zla. Na rozdíl od morálky, která je blíže konkrétním pravidlům, se etika snaží najít společné a obecné základy, na nichž morálka stojí, popř. usiluje morálku zdůvodnit. 
Etika se dále dělí na další disciplíny: e. analytická, e. autonomní, e. deontologická, e. environmentální, e. evoluční, e. feministická, e. heteronomní, e. individuální, žurnalistická etika, bioetika, etika péče atd.

## Základní přístupy

### Deskriptivní etika
Deskriptivní etika popisuje mravní hodnoty a soudy, které ve společnosti platí. Neříká tedy, zda je to či ono dobré nebo špatné, pouze konstatuje, jaký je stav ve společnosti. Spolupracuje, a často se překrývá, se sociologií, sociální a kulturní antropologií, religionistikou, etnologií a dalšími společenskými vědami.

### Metaetika
Metaetika zkoumá jazyk, kterým pronášíme etické výroky a morální soudy. Vznikla spolu s analytickou filosofií.

### Normativní etika
Zabývá se otázkami povinností (deontologické otázky – co by člověk dělat měl) a otázkami hodnot (axiologické otázky – co utváří dobrý život). Na rozdíl od etiky deskriptivní hledá odpovědi na to, zda je něco morálně správné či nikoli.

### Aplikovaná etika
Vyjadřuje se ke konkrétním, praktickým otázkám, které se týkají etických rozhodnutí, např. etika v mediích (vč. např. žurnalistické), medicíně, právu, ve vědě (vč. např. bioetiky).
Aplikovaná etika v různých oblastech, podle důrazu na hlavní aspekty:
- ekonomická etika (hospodářská), včetně mj. etiky firem, managementu, podnikání, státu
- politická etika, včetně ve státních institucích, státní a veřejné správě, službách
- sociální etika, též společenská etika, včetně mj. ekologie, klima

V novější době je aplikovaná etika spojována s odpovědností:
- etika a odpovědnost či jenom odpovědnost

též v agregátech aspektů, jako::
- společenská odpovědnost firem (anglicky: Corporate Social Responsibility (CSR)

### Etika autonomie
Vycházejí z autonomie svědomí a svobody jako základní mravní hodnoty. Etika autenticity zdůrazňuje, že jen to je morální, co vychází z čistého upřímného přesvědčení. Sem můžeme zařadit etiku existencialismu. Jediným příkazem mravním je jednat svobodně a autenticky. Vše je dovoleno. Za vše jsme ale také absolutně zodpovědní.
K etice autonomie patří také etika Kantova. Autonomie znamená, že mravní autorita není dána zvnějšku, ale vychází z člověka. Podle Kanta je touto sebeurčující autoritou praktický rozum, který formuluje mravní zákony, platící nepodmíněně. Takovým zákonem je kategorický imperativ. Jednej tak, aby zákony tvého jednání se mohly stát principem všeobecného zákonodárství. Kategorický imperativ je dán sám sebou, není třeba ho dokazovat, mluvíme o mravní apriori. Mravní zákon se projevuje také jako povinnost. Ta podle Kanta rozhoduje o morálně dobrém, které musí být vždy ve shodě s povinností. Naopak sklony a smyslové impulsy, stojí-li proti povinnosti, zapříčiňují jednání nemorální.
Autonomní etiky se soustředily na jednajícího člověka, jeho rozum a svobodu. V současné diskuzi se otevírají otázky, co tento rozum a svobodu orientuje.

### Etika odpovědnosti
Uvědomujeme si, že k naplnění života nestačí pouze naše autonomie a svoboda. Od nejranějšího dětství víme, že jsme tu díky druhým a naše svoboda má smysl jen proto, že jsou tu ti druzí. Židovský filozof Martin Buber dokazuje, jak se naše „já“ zrodilo a stále dotváří díky „ty“, tomu druhému, který nás miluje. Ten druhý může být konkrétní člověk nebo Bůh. Pro etiku odpovědnosti se nejvyšší mravní hodnotou stává vztah k němu. Z věrnosti svému přesvědčení či rozumu zachovává věrnost tomu druhému.
Etikou toho druhého se zabýval zejména Emmanuel Lévinas. Podle něj je ten druhý víc než moje svoboda. Svobodný člověk je zaslíben druhému, je za něj zodpovědný. A to ho zavazuje, aby se o druhého staral dřív než o sebe, druhého v bezmoci nelze opustit.
Vztah k druhému je nesouměrný, to znamená, že vůbec nejde o to, jestli je pomoc opětována. Tradiční etika je příliš zaujata člověkem a lidskými vztahy. Opomíjí vztahy k přírodě a budoucnosti. Člověk a jeho technika jsou schopni utvořit budoucnost, z nichž jde strach. Tento strach se však může stát pozitivní etickou hodnotou, když probudí naši zodpovědnost za budoucí generace. Modelem veškeré opravdové odpovědnosti je odpovědnost rodičovská. Je třeba být vnímavý a zbaběle neunikat.

## Základní pojetí etiky

### Nekognitivní
Jazyk etiky podle tohoto pojetí neříká nic objektivního, pouze vyslovuje osobní preference mluvčího. V takovém případě by etika neměla význam.

### Relativistické
V tomto pojetí nelze srovnávat dvě situace, protože žádné dvě situace nejsou zcela stejné. Není absolutní základ, ke kterému by se různé situace mohly vztahovat, a tak vše zůstává relativní.

### Absolutistické
Snaha vytvořit myšlenkový rámec, který umožňuje tvrdit, že něco je vždy správné a něco vždy nesprávné. Nemusí to nutně znamenat, že existují neměnná, pevně daná pravidla, toliko říká, že mravní chování lze vztahovat k univerzálně použitelným principům.

## Vývoj etiky

### Antika
V Antice se etikou zabývalo několik autorů, od kterých se nám dochovaly texty, od jiných však nikoliv např.: Hésiodos, Epicharmos, Theognis, Sókratés, Platón, Xenofón, Antisthenés, Aristoteles.
Antická etika odpovídá nejen na otázky, co je dobré a co je špatné, ale řešila teorie způsobu lidského života. Sókratés mluví o tom, že jej vede daimonion (svědomí), tvrdil, že poznání je pravá ctnost a neřest je důsledkem neznalosti.
Platón ve svém známém podobenství o jeskyni naznačuje, že idea Dobra je transcendentní. Člověk má podle Platóna tři stránky: žádostivost, vůli a rozum. Rozum má ovládat žádosti za použití vůle. Na otázku, proč je lepší být spravedlivý, odpovídá takto: rozum se zabývá věčnými hodnotami, žádostivost dočasnými, proto má mít rozum přednost. Dobrý a spravedlivý je pro Platóna totéž.
Aristoteles je zastáncem teorie středu („zlatá střední cesta“). Špatné jsou pouze extrémy. Například hněv je dobrý, pokud člověka podněcuje, ale hněv ve svém extrému (zášť, nenávist) je špatný, stejně jako v druhém extrému (netečnost, apatie). Mezi extrémy se nalézá harmonie. Etika znamenala nejen vědět, co je dobré a co špatné, ale také podle toho žít. Eudaimonia – štěstí, blaženost, je stav, kam nás dovede náš rozum.
Další směry pak také řeší etické otázky. Epikurejci věřili, že jediným cílem a ctností člověka je blaho. Dosahování blaha by měl podle nich člověk omezit pouze tehdy, je-li to pro něj dlouhodobě nevhodné (sebedestrukce alkoholem apod.). Stoikové se zase shodně s Aristotelem domnívali, že cílem člověka je eudaimonia. Věřili, že vesmír uspořádala inteligentní bytost a že tedy má smysl (logos). Stoicismus uznává realitu takovou, jaká je, člověk má podle nich přijmout, že některé věci může změnit a některé ne. Za ty, které může změnit, má přijmout odpovědnost. Důležité je, že podle stoiků nezáleží na výsledcích jednání (na rozdíl od např. utilitarismu), ale na dobré vůli.

### Středověk
Tomáš Akvinský rozvinul etiku na základě přirozeného zákona. Vycházel z křesťanské tradice a podařilo se mu podložit křesťanskou etiku racionálními základy. Nauka o přirozeném zákoně (lex naturalis) vychází z empirického pozorování a logických dedukcí. Každá věc sleduje účel, a naplnění tohoto účelu je dobré. Rozum, který člověk od Boha dostal, je východiskem morálky. Také Tomáš Akvinský říká, že mravní posouzení jednání nezávisí na jeho výsledku, ale na účelu, ke kterému směřuje. Protože je přirozené právo založeno na rozumu, není kulturně podmíněné. V Summa Theologiae popsal Tomáš čtyři základní ctnosti: rozumnost, spravedlnost, statečnost a uměřenost.

### Společenská smlouva
V novověku se etika vypořádávala s otázkou, co tvoří základ morálky. Thomas Hobbes míní, že cestou k vytvoření norem má být dohoda mezi vládcem a jedinci. Vládce by neměl obavu z anarchie. V knize Leviathan píše o absolutistickém státě. Dohoda má být prosazována za účelem omezení sobeckých lidských emocí, k vzájemnému prospěchu.
Také John Locke uznává ve svém Pojednání o vládě z roku 1690 potřebu společenské smlouvy – je totiž nutný arbitr pro nestranné řešení sporů. Autorita však nemá být v rukou vládce, ale náleží spíše státním institucím. Na tomto základu stojí i dnešní moderní demokracie a oddělení mocí zákonodárné, výkonné a soudní.

### Utilitarismus
U zrodu utilitarismu, jedné z nejvlivnějších etických teorií, stál Jeremy Bentham. Hledání teorie morálky ku prospěchu občanům jej vedlo k principu užitečnosti. Akce je užitečná, pokud vede k co největšímu a nejtrvalejšímu štěstí co nejvíce lidí. Záleží tedy především na následcích každého činu, to, zda je čin v souladu s normami, je druhořadé.
John Stuart Mill upozornil, že lidé nejsou příliš předvídaví, a ve své knize Utilitarismus představil tzv. utilitarismus pravidel. Společnost se podle něj neobejde bez zásad (např. zásada pravdomluvnosti).

### Kantův kategorický imperativ
Immanuel Kant si byl vědom, že nepoznáváme věci „o sobě“, ale věci, jaké se nám jeví. Morálku proto zakládá na dobré vůli – to může být jediné správné východisko dobrého jednání. V Kritice praktického rozumu (1788) představil kategorický imperativ: „Jednejte tak, aby maxima vaší vůle mohla vždy být současně uplatněna jako princip vytvářející univerzální zákon.“ Druhý člověk nemá být pro nás prostředek našeho prospěchu – lidskost je cílem. Kantova morálka je apriorní – platí bez ohledu na důsledky.

### Morálka a moc
Friedrich Nietzsche se Zarathustrovým výrokem „Bůh je mrtev!“ loučí s představou absolutní morálky. Místo toho má být smyslem všeho nadčlověk – směřování ke zdokonalení lidstva. Člověk má být schopen „přitakání životu takový, jaký je“.

### Existencialismus
Søren Kierkegaard považuje za stěžejní vztah člověka s Bohem. Bůh dal člověku svobodnou vůli a s tou je svázaná odpovědnost. Lidská existence je něčím zcela jedinečným, nezáleží jen na výsledku naší volby, ale na její upřímnosti.
Martin Heidegger mluví o vrženosti do světa a o maskách, které si oblékáme. Stejně tak s ostatními se setkáváme jenom povrchně. Cesta k převzetí odpovědnosti vede skrze uvědomění si omezenosti své existence – smrti.
Jean-Paul Sartre tvrdí, že neexistuje žádný apriorní účel nebo smysl lidské existence. Existence předchází esenci – tedy napřed člověk existuje a pak teprve určuje, čím bude. Je důležité „být sám sebou“ a ne jenom přijímat role. Sartre domyslel svět bez Boha – „není na co se upnout, jsme tím, co ze sebe uděláme.“

### Situační etika
Podle Josepha Fletchera není moudré postupovat od pravidel k situacím. Namísto toho nastoluje „princip lásky“ – jediné a absolutní pravidlo je pravidlo lásky. Částečně tak navazuje na křesťanskou morálku. Směru, který staví na první místo princip lásky, se říká agapéismus, podle řeckého výrazu pro lásku pečující, agapé. Paul Tillich upozorňuje, že pravidla jsou přesto důležitá, mohou totiž poskytnout určité vodítko.

### Náboženství a etika
Existují tři přístupy:
1. autonomní – etika zcela nezávislá na náboženství
2. heteronomní – morálka staví na náboženských přesvědčeních, závisí na vztahu ke společenství
3. teonomní – morálka vychází ze stejného zdroje jako náboženství, závisí na vztahu k Bohu

Podle křesťanství je Bůh absolutní autoritou morálky. Lidé mohou morální zákon poznávat prostřednictvím Bible, církevní tradice, Božského vnuknutí (Duch svatý) nebo skrze svědomí. V judaismu je autoritou např. Tóra, v islámu jsou to Korán, hadísy a zákon šaría, hinduismus vychází z mnoha spisů a živé zkušenosti, buddhismus kromě spisů klade důraz na rozum a osobního učitele.
Zatímco filozofická etika hodnotí lidské jednání ve vztahu k pravdě o člověku poznávané rozumem, teologická etika hodnotí lidské jednání ve vztahu k pravdě o člověku poznávané rozumem a nazírané ve světle Božího zjevení, které před lidský rozum přináší Písmo a křesťanská tradice, opírá se o nauku církevních otců, významných křesťanských myslitelů a o učitelský úřad církve (magisterium). Teologická etika odmítá podrobení jednotlivce celku, protože takové myšlení vede ke zvěcňování člověka. Zvěcňování člověka je neslučitelné s východisky teologické etiky vystavěné na principu personality.
Člověk by měl podle východisek teologické etiky v životě jednat mravně správně (tedy v souladu s mravy, zvyky, pravidly) a morálně dobře (tedy v souladu se svým svědomím) – v ideálním případě jde takové jednání v obou oblastech dohromady. Pokud se však mravní a morální oblast dostanou do konfliktu, člověk musí volit: podle aristotelsko-tomistických teologicko-etických východisek je člověk vázán jednat v souladu se svědomím, jinak by vědomě konal morální zlo, což je nepřípustné, i kdyby jej k tomu nutil zákon či nadřízený. Jde o tzv. princip epikie, jehož základy stanovil Aristotelés a jehož nejvýznačnějšími reprezentanty se stali Albert Veliký a Tomáš Akvinský. Podle teologa Ondřeje Havelky soudobý výklad principu epikie říká, že tam, kde litera zákona nedává jednajícímu smysl, má jednat podle smyslu (ducha) zákona, jak jej chápe ve svém svědomí jako nejlepší možné jednání, jako uskutečněné dobro, neboť podle dokumentu Dignitatis humanae II. vatikánského koncilu je svědomí pro člověka závazné (DH 2). Kategorie mravní hodnotí objektivní, exogenně danou, obsahovou rovinu jednání, zatímco kategorie morální hodnotí na základě vnitřních, endogenních kritérií souladu se svědomím jednajícího.

### Svědomí
V etice hraje významnou roli svědomí. V křesťanském pojetí je to zákon vepsaný Bohem do lidských srdcí („hlas Boha v naší duši“, „niterné zjevení Boha v nás“). Každý má svědomí, které je zároveň cestou k poznání přirozeného zákona a také Boží existence.
V sekulárním pojetí je svědomí založeno na svobodě a poznání dobra, vychází z toho, co nás naučila společnost, případně z pudů apod.
Svědomí je vysoce univerzálním činitelem a vytváří základ mravní argumentace napříč kulturami.
David Hume započal éru, kdy se dobro a zlo nerozlišovalo rozumem, ale citem. Stejně lze rozpoznat afekty – přímé a nepřímé. Kdo se ale řídí jen citem, nemusí být mimo. Problém je v tom, že když se vcítím do druhých, budu jednat jako oni. A třeba i špatně. Lidé mají strach jít proti davu, jsou rádi v davu. Jak potom ale mohou lidé poznat, že je něco špatně?
Immanuel Kant naopak city zavrhl a kladl důraz hlavně na rozum. Díky rozumu mohu lépe poznat své okolí. Abych poznal svého přítele, musím jej nejprve nenávidět, abych jej nezávisle posoudil. Jak můžu cítit něco k lidem, kteří jsou třeba na druhém konci světa? Jak se mě může dotýkat dění na druhém konci světa? Zde funguje soucit.
V některých situacích ale naše morální souzení nenásleduje cítění. Někomu přeji vše špatné, ale když se mu to stane, soucítím s jeho bolestí. Člověka je také možno motivovat rozumem, ale jeho motivace není tak silná jako citová. Morální soudy mají povahu složitou. Morální vývoj je podmíněn jak citovým, tak i rozumovým vývojem. Člověk zakrnělý v citech nedosáhne plného morálního vývoje. Dochází k tomu třeba v prostředí, kde dítě vyrůstá v deprivaci.
Svědomí
Projev svědomí je, když se projeví náš vnitřní éthos. A může se postavit třeba proti celospolečenskému étosu. Dříve bylo pojímáno jako vnitřní hlas boží. Ten bylo třeba poslechnout. Dnešní pohled je více psychologický. Někteří lidé jej mají tak silné, že nejsou schopni sami se sebou žít. Nesou na všem takovou vinu, že jim ji nikdo nemůže sejmout. Člověk však může v citovém a morálním vývoji naopak zakrnět a netrápí jej třeba ani vražda. Velmi vnímavé jsou při svém vývoji děti. Neměly by být brány na lehkou váhu, protože jejich nevinný vnitřní hlas bývá často ten správný, ale my je výchovou zkazíme.
Tomáš Akvinský tvrdí, že svědomí je aplikací znalostí na určitou situaci. Rozlišuje svědomí následné a předchozí. Předchozí je důležitější a určuje naše morální chování. Naše svědomí má podle něj tři roviny:
1. synderesis – základní rovina člověku vrozená, nejobecnější, člověk ví, že by měl dobro konat a neubližovat druhým lidem
2. sapientia – rovina moudrosti
3. scientia – rovina konkrétního vědění

Všichni lidé to mají podle něj stejně nastaveno. Ale u každého se projeví podmínky jinak. U člověka tak není možná libovůle. Vše je podřízeno všeobecnému zákonu vesmíru. Člověk se na něm podílí na základě přirozeného zákona. K čemu má pak člověk sklon, to má tendenci považovat za dobré. A to má povinnost uskutečnit.
- nejzákladnější je zachování si života, to má podobné vše živé, nejen lidé
- rozmnožování je společné také, výchova potomků patří k tomu
- třetí je čistě lidské – je to sklon žít ve společnosti a poznat pravdu o bohu

Tento přirozený zákon je u všech lidí stejný, čím víc ale jdeme k jednotlivostem, tím víc můžeme selhat – každý tedy přikázání zákona vykoná jinak.
Pokud má někdo špatné návyky, tak už mu to nepřijde. Prapůvodně byl dobrý, ale když se někdo naučí žít špatně, pak už se nikdy nenapraví.
Svědomí je velmi niternou záležitostí. Ale při společenské praxi není do člověka vidět, takže je daleko hůře posuzován čin vykonaný, než pouhé myšlení. Ale právě ta myšlenka je základ špatného činu. Ta je horší než čin samotný.